# Playa d'en Bossa
La playa d'en Bossa (en ibicenco: Platja d'en Bossa) es una playa de la isla balear de Ibiza (España) especialmente frecuentada por los turistas británicos, alemanes e italianos.  Se encuentra en el municipio de San José y está situado aproximadamente a 3 kilómetros al sur de la ciudad de Ibiza. El aeropuerto principal de la isla está aproximadamente a 3,4 kilómetros de la playa d'en Bossa.

## Descripción
Posee una longitud de 2,7 kilómetros.  Es una de las playas más largas en la isla y está muy urbanizada, con grandes complejos hoteleros, restaurantes, tiendas minoristas y propiedades residenciales. Durante los meses de verano el área configura uno de los resorts más ocupados en la isla.
Tiene una estructura de bahía abierta al este expuesta a los vientos fuertes, pero siempre de mar a tierra, apreciada por los surfistas. La arena es fina y blanca de origen natural, con una anchura de 20 a 30 m. El fondo es también de arena con poca profundidad: 25 m la profundidad es de medio metro y 50 metros mar adentro es de 1 metro. En el extremo de la playa está la Torre de la Sal Rossa, una torre de defensa bien conservada. Dispone de un parque acuático y un mercado artesano semanal.
En esta playa se encuentra el que es considerado el restaurante más caro del mundo, el Sublimotion, del cocinero madrileño Paco Roncero.
Es fácilmente accesible en coche, bicicleta o bus desde la ciudad de Ibiza, a 4 km de distancia. 

## Discotecas
La Playa d'en Bossa es popular por sus bares, clubes y discotecas. Una de las discotecas más famosas fue Space Ibiza, que estaba localizada en el área. Este club ocupó lo que una vez fue un centro de conferencias y exposiciones que cerró y fue vendido. En 1987 abrió como discoteca. En los años 1990 los DJs del club empezaron a llevar sus sesiones fuera al aire libre en la terraza, y así comenzó el estilo de fiesta ibicenca más característica. Algunos de los DJs más famosos que han pinchado en la discoteca incluyen a Carl Cox, Paul Oakenfold, Sasha, Erick Morillo, Surco Armada, Danny Tenaglia y Robbie Rivera. 
En años 2010 otro local se ha popularizado enormemente es Ushuaïa Ibiza Beach Hotel la cual ha tomado el relevo a Space,  catalogada como "la mejor discoteca del mundo" según la revista DJ Magazine. En Ushuaïa se han llegado a retransmitir eventos musicales para BBC Radio 1.